# Агаццано
Агаццано, Аґаццано (італ. Agazzano) — муніципалітет в Італії, у регіоні Емілія-Романья,  провінція П'яченца.
Агаццано розташоване на відстані близько 420 км на північний захід від Рима, 155 км на захід від Болоньї, 19 км на південний захід від П'яченци.
Населення — 2075 осіб (2014).
Щорічний фестиваль відбувається 15 серпня. Покровителька — Богородиця Небовзята.

## Демографія
Населення за роками:

Станом на 1 січня 2023 року в муніципалітеті офіційно проживав 251 іноземець з 36 країн, серед них 42 громадяни країн Євросоюзу та 23 громадяни України.

## Сусідні муніципалітети
- Боргоново-Валь-Тідоне
- Гаццола
- Граньяно-Требб'єнсе
- П'янелло-Валь-Тідоне
- Пйоццано